# Festival de Piedra Roja
Le festival de Piedra Roja, aussi appelé festival de Los Dominicos, est un festival de musique chilien, organisé entre le 10 et le 12 octobre 1970 au parc Los Dominicos, Las Condes, à la suite du succès de Woodstock.
Comme à Woodstock, le festival se déroule dans une situation assez chaotique, avec des problèmes de son, de drogue et de criminalité. Le festival démontre aussi, d'une part, que la jeunesse du Chili des années 1970 était à prendre en considération et, d'autre part, la tension sociale croissante qui allait se terminer par le coup d'État du 11 septembre 1973.

## Contexte
À la fin des années 1960, les mouvements hippie et rock vont de pair aux États-Unis et en Europe. Au Chili, des milliers de jeunes se pressent dans les salles de cinéma pour voir le témoignage de trois jours de paix et d'amour hippie : Woodstock. Ce documentaire allait marquer un groupe important de jeunes Chiliens qui, sous la direction de Jorge Gómez Ainslie et d'un groupe de camarades de classe du Liceo No. 11 de Las Condes, allaient organiser un festival en plein air les 10, 11 et 12 octobre 1970.
Initialement connu sous le nom de « Festival de Los Dominicos », Piedra Roja est plus une légende qu'un véritable rassemblement de groupes de rock. Mais son impact médiatique est fulgurant, et permet de mettre en lumière une sous-culture de la jeunesse — en particulier des adolescents issus des quartiers aisés de la capitale chilienne — qui communiquait avec le rock, l'amour libre et la marijuana. Le festival se déroule sur un terrain appartenant à un cadre de Hipódromo Chile, qui leur donne l'autorisation de l'utiliser. Selon la presse de l'époque, le festival a attiré entre 3 000 et 5 000 personnes.
A une époque où les jeunes étaient idéologisés par les mouvements de gauche et de droite, Piedra Roja représentait une alternative dérangeante dans la société chilienne très politisée des années 1970.

## Déroulement
À proprement parler, l'endroit est bien plus un lieu d'improvisation qu'un vrai festival de musique. Los Jaivas, Los Blops, Lágrima Seca, Los Ripios, Escombros, Aguaturbia, Los Trapos et le groupe argentin Alex John Trio sont annoncés, mais en réalité, seuls les quatre premiers groupes se produisent pendant des périodes indéterminées, en raison du chaos total qui régnait au festival. Le groupe Quilapayún dénonce que son nom apparaisse parmi les invités supposés du festival de Piedra Roja, ce qui est rejeté par ses membres. Los Escombros décident également de ne pas participer au festival.

« Piedra Roja est un mythe parce qu'il vient d'arriver, mais je ne me souviens même pas de ce que nous avons joué, ni de la durée de notre prestation. Il est vrai que nous avons joué à Piedra Roja et que c'est un événement qui a marqué un moment, mais ce qui est important, c'est que nous l'avons fait, parce que je ne me souviens même pas des groupes qui ont joué, je ne me souviens même pas de ce que nous avons joué, je sais que nous avons dû jouer de pures improvisations parce que c'était l'époque. »

— Claudio Parra, claviériste de Los Jaivas.
Il existe un bref enregistrement audio de cet événement légendaire, qui montre des centaines de jeunes se rassemblant pour créer leur propre espace à l'extérieur de l'établissement.

## Réactions
L'initiative suscite plus de controverses que prévu, à commencer par l'ordre donné aux Carabiniers du Chili de faire évacuer l'endroit, en raison de la consommation d'alcool en présence de mineurs. La presse a largement couvert l'événement, lui attribuant par erreur le nom de « Piedra Roja Festival », l'endroit étant connu sous le nom de « Piedra Rajada » du fait qu'un gros rocher avait été dynamité en 2008 pour construire des résidences ; le journal officiel La Nación souligne que le festival « ne représente pas la jeunesse chilienne d'aujourd'hui ».
Le 13 octobre 1970, la Chambre des députés décide que les commissions de l'éducation et de la santé devaient enquêter et préparer un rapport sur la situation de la jeunesse chilienne et la consommation de marijuana,, et le maire de Las Condes de l'époque, Ramón Luco Fuenzalida, dépose une plainte, rejetée, contre les organisateurs.